# Kesalo (municipalità di Gardabani)
Kesalo (in georgiano ქესალო?; in azero Kosalı; in russo Кесало?, Kesalo) è un centro abitato della Georgia.